# Cristiano Piccini
Cristiano Piccini (Florença, 26 de setembro de 1992) é um futebolista profissional italiano que atua como defensor. Atualmente joga pelo Yverdon.

## Carreira
Cristiano Piccini começou a carreira na Fiorentina.

## Títulos
Sporting
- Taça da Liga: 2017–18

Valencia
- Copa do Rei: 2018–19